# 阿尤群島
.

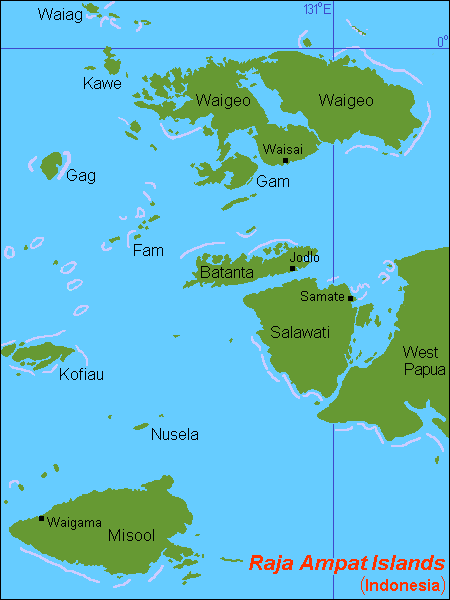
阿尤群位置

阿尤群島是印度尼西亞的小型群島，由兩個環礁組成，位於阿西亞群島以南和拉賈安帕特群島以北，行政方面由西巴布亞省負責管理。群島
對開水域是浮潛和水肺潛水的合適地點。
0°28′N 131°03′E / 0.467°N 131.050°E